# Opção de Sansão
Opção de Sansão refere-se a uma alegada diretiva militar estratégica de Israel que consiste em usar armas nucleares, no caso de uma derrota militar convencional, em um  ataque massivo que destruiria toda a região.
O nome é uma alusão ao relato bíblico segundo o qual Sansão, acorrentado e cego, recobra sua força sobre-humana e decide empurrar as colunas de um templo filisteu, derrubando o teto e assim provocando sua própria morte mas também a de milhares de filisteus que ali se reuniam para vê-lo ser humilhado.
Israel não é signatário do Tratado de Não Proliferação Nuclear e se recusa a confirmar ou negar oficialmente tanto a posse de um arsenal nuclear, como o desenvolvimento de armas nucleares ou mesmo a existência de um programa de armas nucleares. Embora declare que o Centro de Pesquisas Nucleares de Negev, próximo a Dimona, é um "reator de pesquisa", nenhum relatório científico de trabalho realizado ali foi publicado. Entretanto, muitas informações sobre o programa desenvolvido em Dimona foram reveladas pelo técnico Mordechai Vanunu, em 1986. Além disso,  imagens de satélite reverlaram a existência de bunkers, lançadores móveis de mísseises e locais de lançamento. De acordo com a Agência Internacional de Energia Atômica, presume-se que Israel possua armas nucleares e que também  tenha testado secretamente uma arma nuclear, em conjunto com a África do Sul, em 1979, mas isso nunca foi confirmado.
De acordo com o Conselho de Defesa dos Recursos Naturais e a Federação de Cientistas Americanos, o Estado de Israel possui 75 a 200 armas. O governo israelense não apenas se recusa a admitir que o país seja detentor de armas nucleares como também se nega a explicar como as usaria, caso tivesse, adotando uma política governamental de "ambiguidade nuclear" ou "opacidade nuclear", o que permite a Israel influenciar as percepções, ações e estratégias da comunidade internacional.. 
A CIA estima que, em 1976, Israel detinha entre 10 e 20 ogivas nucleares. Em 2002, estimava-se que esse número tivesse aumentado para 75 a 200 ogivas. Kenneth S. Brower, da Jane's Intelligence Review, estimava que esse número fosse maior, chegando  a 400. Essas ogivas podem ser lançadas de terra, mar ou ar, o que daria a Israel a opção de um segundo ataque, mesmo que a maior parte do país fosse destruída.

## Doutrina de dissuasão
Originalmente, a chamada "Opção de Sansão" destinava-se apenas a servir como argumento de dissuasão. Segundo o jornalista estado-unidense Seymour Hersh e o historiador israelense Avner Cohen, os líderes israelenses David Ben-Gurion, Shimon Peres, Levi Eshkol e Moshe Dayan cunharam o termo em meados da década de 1960, com base na figura mítica de Sansão e também no cerco de Massada, no qual 936 judeus cercados por milhares de legionários romanos preferiram cometer suicídio em massa a serem derrotados e escravizados pelo Império Romano.
Embora as armas nucleares sempre tenham sido vistas como a melhor garantia de segurança israelense, já na década de 1960 o país evitava organizar suas forças militares em torno de seu arsenal nuclear, preferindo, em vez disso, alcançar a superioridade convencional absoluta.<ref>Israel's Strategic Doctrine, globalsecurity.org.

## Nota
1. ↑  Veja o artigo Incidente Vela.